# Za kulisami (album)
Za kulisami – album Michała Bajora. Wśród kompozytorów m.in.: Seweryn Krajewski, Piotr Rubik, Wojciech Trzciński, Wojciech Borkowski i Hadrian Filip Tabęcki. Autorzy tekstów to m.in.: Marcin Sosnowski, Wojciech Młynarski, Jeremi Przybora, Andrzej Ozga i Adam Nowak.

## Lista utworów
1. „Piosenka na S“ – 03:28
2. „Niewyraźni“ – 03:29
3. „Kasa, kasa, kasa“ – 02:54
4. „Ballada o niekochanych mężczyznach“ – 03:05
5. „Chwila“ – 04:05
6. „Na leśnej polanie“ – 02:45
7. „Sobowtór“ – 02:36
8. „Dosyć mam miasta“ – 02:49
9. „Błogosławiona bądź każda pogodo“ – 03:35
10. „W kamienicy po drugiej stronie“ – 03:07
11. „Zygu, zygu, zyg“ – 02:56
12. „Piosenka o impresjonistach“ – 03:04
13. „To nie tak miało być“ – 03:33
14. „List do jedzącej Eurydyki“ – 03:26
15. „Co to jest czułość“ – 03:08
16. „Być albo nie być“ – 03:04
17. „Za kulisami“ – 01:48